# Puffin fouquet
Ardenna pacifica
Pour les articles homonymes, voir Fouquet.
Espèce
Statut de conservation UICN

 LC  : Préoccupation mineure
Le Puffin fouquet (Ardenna pacifica) est également appelé Puffin du Pacifique et "pétrel" en Nouvelle-Calédonie. C'est une espèce protégée d'oiseau des îles du Pacifique et de l'Océan Indien.  Il forme une super espèce avec le Puffin de Buller (P. bulleri).
On dénombre près de 700 000 couples de cette espèce en Nouvelle-Calédonie, ce qui représente plus du tiers de la population mondiale, estimée à 1 million 500 000 couples reproducteurs (et plus de cinq millions d'individus au total, reproducteurs ou immatures). Les oiseaux de cette espèce nichent sur le sol, ils sont très fragiles.
Les puffins fouquet ont également une aire de reproduction protégée, sur la presqu'île de Muttonbird près de Coffs Harbour en Nouvelle-Galles du Sud (Australie).

## Alimentation
Il se nourrit principalement de poissons, ainsi que de céphalopodes, de crustacés et d'insectes.

## Systématique
L'espèce Puffinus pacificus a été décrite par le naturaliste Johann Friedrich Gmelin en 1789 sous le nom initial de Procellaria pacifica protonyme.

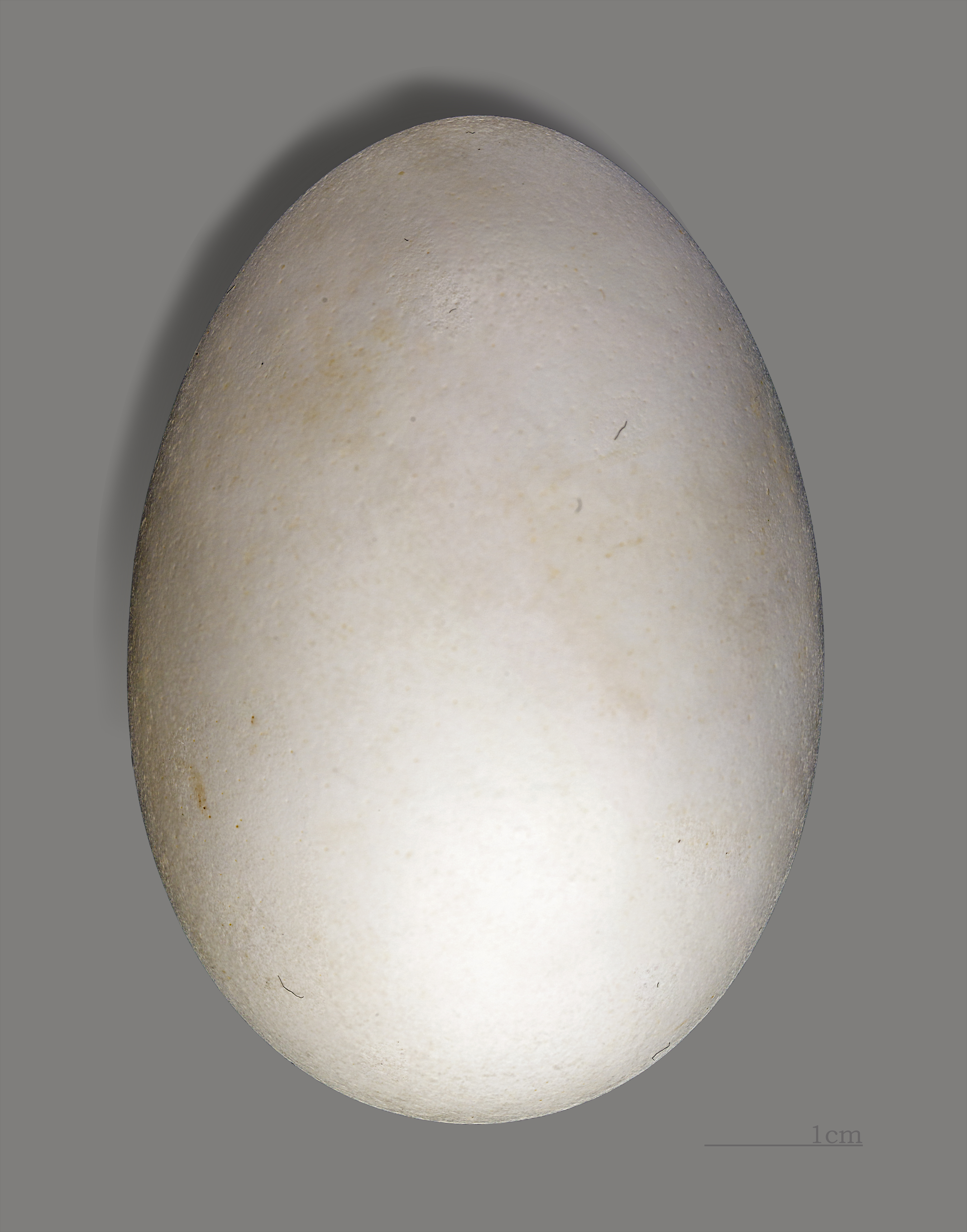
Œuf de Puffin fouquet (coll.MHNT)
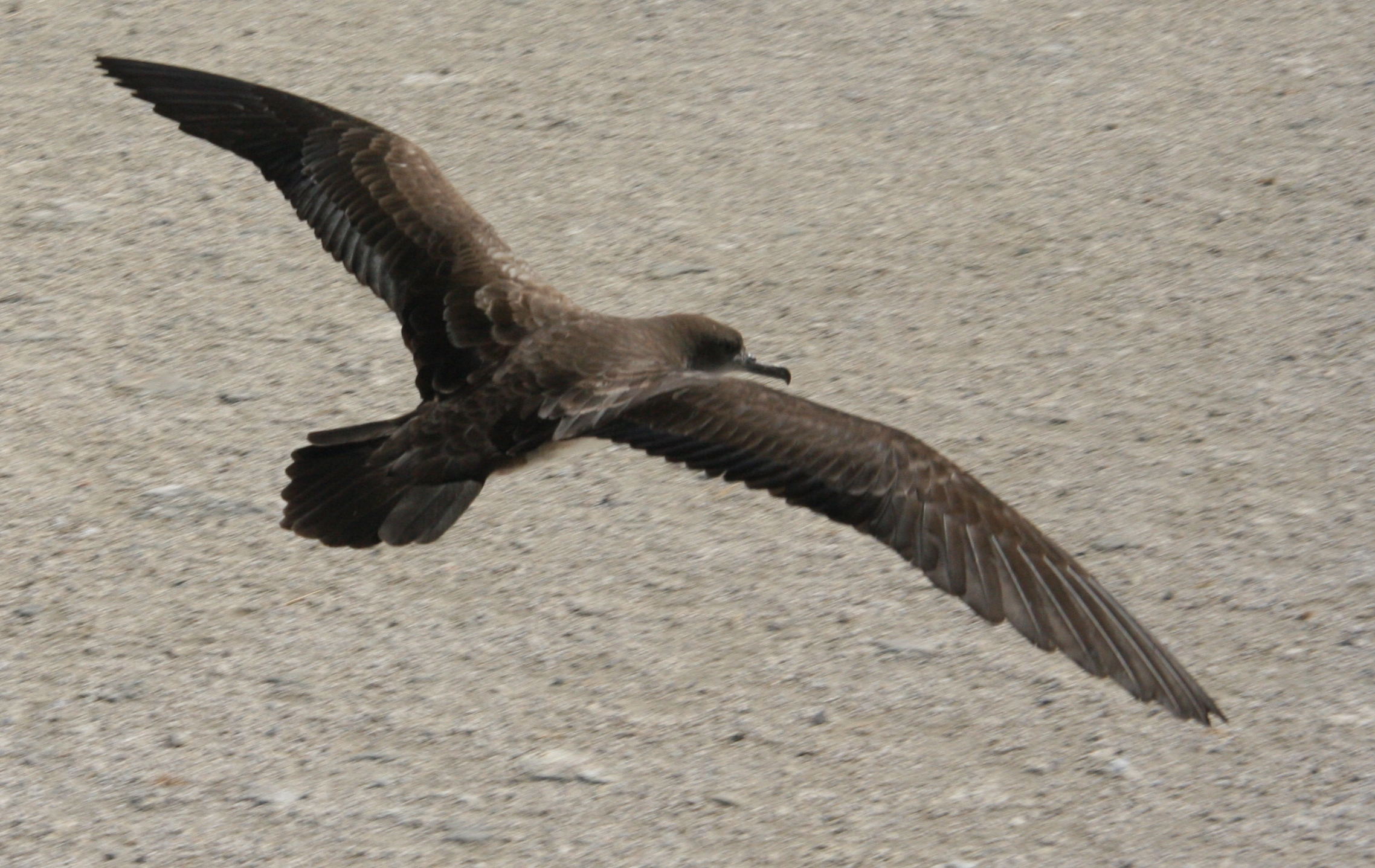
Puffin fouquet en vol